# 南島原市立長野小学校
南島原市立長野小学校（みなみしまばらしりつ ながのしょうがっこう）は、長崎県南島原市西有家町長野にあった公立小学校。
2016年（平成28年）3月末に閉校し、南島原市立西有家小学校に統合された。

## 概要
歴史
1874年（明治7年）開校。創立142周年を迎えた2016年（平成28年）に閉校し、南島原市立西有家小学校に統合された。
学校教育目標
「心豊かで、自ら考え、最後まであきらめないたくましい子どもの育成をはかる。」
校章
校歌
1965年（昭和40年）に創立90周年を記念して制定。作詞は川道岩見、作曲は寺崎良平による。歌詞は3番まであり、3番に校名の「長野」が登場する。
校区
住所表記で南島原市西有家町の後に「長野（落ノ上を除く）、慈恩寺（堀戸、加倉）」が続く地域であった。中学校区は南島原市立西有家中学校。

## 沿革
- 1874年（明治7年）6月 - 隅田村長野名後谷に「第五大学区 第三中学区[2]長野小学校」が開校。初代校長に西村佐平太が就任。児童数は40名。
- 1876年（明治9年）10月 - 長野名字水分に移転。
- 1877年（明治10年）6月4日 - 学区改正[3]により、「第五大学区第二中学区[4]長野小学校」に改称。
- 1878年（明治11年）12月24日 - 郡制の施行に伴い学区が改正され、「南高来郡 隅田部[5] 長野小学校」となる。
- 1886年（明治19年）
  - 9月 - 小学校令の施行により、一旦閉校。
  - 12月 - 「簡易慈恩寺小学校 長野分教室」が開校（再開）。簡易科（修業年限3年）を設置。
- 1889年（明治22年）4月1日 - 町村制の施行により、西有家村立の小学校となる。
- 1893年（明治26年）4月 - 慈恩寺小学校から分離し、「長野尋常小学校」として独立。
- 1895年（明治28年）5月 - 修業年限が4年となる。
- 1897年（明治30年）4月 - 補習科（修業年限1年）を設置。
- 1899年（明治32年）11月1日 - 水分中ノ丁2195番地に移転。
- 1902年（明治35年）3月26日 - 校舎を増築。運動場を拡張。
- 1908年（明治41年）4月 - 義務教育年限が4年から6年に延長されたことにより、尋常科5年を新設。
- 1909年（明治42年）4月 - 尋常科6年を新設。
- 1911年（昭和44年）12月 - 改築のため校舎を解体。校舎が完成するまでの間、民家を借用して授業を継続。
- 1912年
  - （明治45年）5月30日 - 字上東に校舎を改築し移転を完了。
  - （大正元年）10月1日 - 塔ノ坂分教場を開設。
- 1917年（大正6年）1月18日 - 校舎が全焼。1919年（大正8年）1月まで高岩神社や民家の倉庫を借用して授業を実施。
- 1920年（大正9年）11月 - 長野実業補習学校が併設される。
- 1922年（大正11年）12月8日 - 午前1:30発生の大地震により被害を受ける。校舎が東南に傾倒。
- 1923年（大正12年）10月1日 - 復旧。
- 1926年（大正15年）- 実業補習学校に青年訓練所が併設される。
- 1927年（昭和2年）4月1日 - 西有家村が町制施行により西有家町となったため、西有家町立の小学校となる。
- 1933年（昭和8年）4月1日 - 長野実業補習学校が西有家実業補習学校への統合のために廃止される。
- 1934年（昭和9年）5月 - 給食所を設置。
- 1941年（昭和16年）4月1日 - 国民学校令の施行に伴い、「西有家町長野国民学校」と改称。尋常科を初等科に改める。
- 1944年（昭和19年）
  - 1月10日 - 校舎増築のための地ならしを実施。
  - 11月 - 校舎増築が中止。
- 1946年（昭和21年）7月20日 - 運動場を拡張。
- 1947年（昭和22年）
  - 4月1日 - 学制改革（六・三制の実施）により、長野国民学校の初等科が改組され「西有家町立長野小学校」となる。塔ノ坂分教場を塔ノ坂分校とする。
  - 5月30日 - 医務室を解体。
  - 6月1日 - 中止されていた4教室の建設が再開。
  - 7月21日 - 4教室が完成。
- 1948年（昭和23年）5月21日 - 育友会が発足。
- 1952年（昭和27年）4月27日 - 電話が開通。
- 1954年（昭和29年）- 台風により分校校舎が倒壊。
- 1955年（昭和30年）2月8日 - ピアノを設置。
- 1956年（昭和31年）10月26日 - 3教室を新築。
- 1965年（昭和40年）3月 - 創立90周年を記念して校歌と校旗を制定。
- 1971年（昭和46年）3月 - 体育館が完成。
- 1976年（昭和51年）7月25日 - プールが完成。
- 1977年（昭和52年）1月 - 砂場を設置。
- 1979年（昭和54年）
  - 3月5日 - 鉄筋コンクリート造3階建ての校舎が完成。
  - 5月 - 校地を整備し、スタンドを設置。
- 1985年（昭和60年）3月 - 土俵を設置。

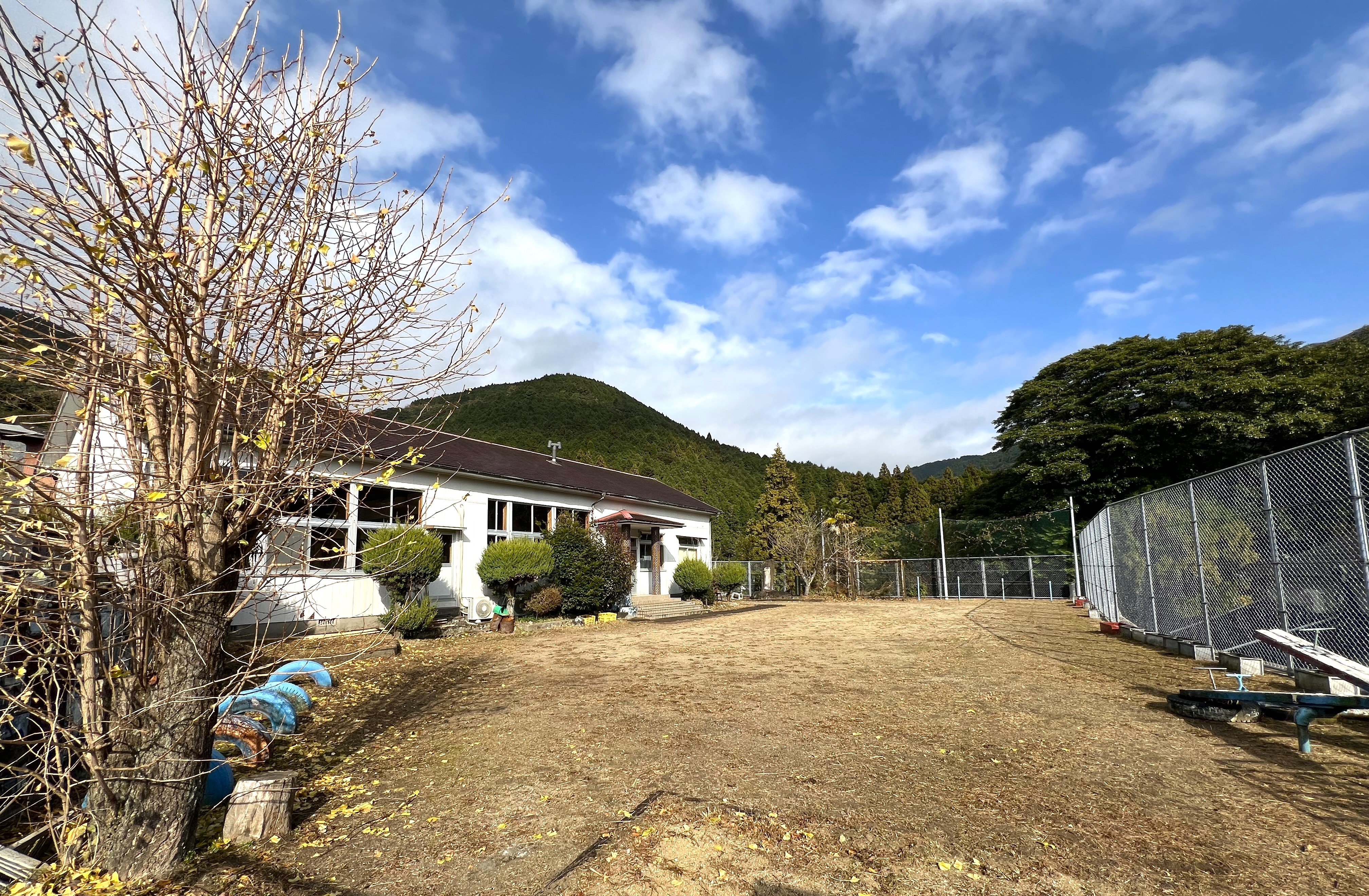
旧・塔ノ坂分校跡

- 1991年（平成3年）4月 - 完全給食を開始。
- 2006年（平成18年）3月31日 - 南島原市の発足に伴い、「南島原市立長野小学校」（現校名）に改称。
- 2013年（平成25年）3月31日 - 塔ノ坂分校を廃止（最終所在地:南島原市西有家町長野4421番地北緯32度43分4.5秒 東経130度15分11.0秒）。
- 2016年（平成28年）3月31日 - 西有家地区の小学校5校（西有家・龍石・見岳・慈恩寺・長野）の統合により閉校。

跡地の活用
- 2016年（平成28年）10月9日 - 塔ノ坂分校が改修され、「南島原食堂」がオープン。

## 交通アクセス
最寄りのバス停
- 島鉄バス 有家・雲仙線「長野小学校前」バス停

最寄りの県道
- 長崎県道47号雲仙西有家線

## 周辺
- 長野保育園
- 長崎県警察 南島原警察署 長野警察官駐在所
- 西有家長野簡易郵便局
- 高岩神社

## 参考資料
- 「西有家町郷土誌」（1998年（平成10年）3月1日発行, 西有家町）p.605 -
- 「長崎新聞に見る長崎県戦後50年史（1945～1995）」（1995年（平成7年）8月9日発行, 長崎新聞社）「西有家町」